# حزب دموکراتیک ملی (ژاپن، ۱۹۲۹)
حزب دموکراتیک ملی (انگلیسی: National Democratic Party) یک حزب سیاسی در ژاپن به رهبری میازاکی ریوسوکه بود. میازاکی پس از اینکه به سمت مواضع محافظه کارانه رفت، در سال ۱۹۲۹ از حزب سوسیال دمکراتیک (ژاپن، ۱۹۲۶) جدا شد.